# Apochrysa lutea
Apochrysa lutea is een insect uit de familie van de gaasvliegen (Chrysopidae), die tot de orde netvleugeligen (Neuroptera) behoort. 
Apochrysa lutea is voor het eerst wetenschappelijk beschreven door Francis Walker in 1853.